# Петряк Іван Євгенович
Іва́н Євге́нович Петря́к (нар. 13 березня 1994, Сміла, Черкаська область, Україна) — український футболіст, фланговий півзахисник донецького «Шахтаря» виступаючий на правах оренди за одеський «Чорноморець». Виступав за національну збірну України.

## Клубна кар'єра

### Юнацькі клуби
Вихованець київського футболу. У ДЮФЛ виступав за київські ДЮСШ-15, КСДЮШОР та РВУФК, а також перебув у школі «Княжої» (Щасливе).

### «Зоря»
У липні 2011 року підписав контракт із луганською «Зорею», коли йому було лише 17 років, але хлопець одразу ж змусив говорити про себе, ставши одним з лідерів дубля та отримавши виклик у юнацьку збірну країни віком до 18 років.
Тренерський штаб першої команди помітив яскраву гру Івана, і за Анатолія Чанцева Петряк дебютував у Прем'єр-лізі 2 жовтня 2011 року у виїзній грі проти «Шахтаря», вийшовши на 62 хвилині замість Дмитра Хомченовського. Щоправда, справи в «Зорі» тоді йшли погано і клуб перебував у зоні вильоту, тому незабаром Чанцева змінив Юрій Вернидуб, який зробив ставку на досвідчених гравців. Через це Петряк повернувся до молодіжного складу, при цьому рівень його гри помітно знизився. За словами гендиректора клубу Рафаїлова причиною цього стала зацікавленість у півзахиснику казанського «Рубіна», проте перехід так і не відбувся і другу половину сезону Іван провів у молодіжній команді, де став автором трьох голів.
У серпні 2012 року, на старті сезону 2012/13 Петряк зазнав травми, через яку йому довелося пропустити всю осінню частину чемпіонату. Але провівши перший зимовий збір з молодіжним складом, він заслужив шанс вирушити разом з основою на другий збір до Туреччини.
Від початку 2013 року його знову стали залучати до матчів основної команди. Станом на кінець 2015 року зіграв 53 матчі, забив 4 голи. Наприкінці лютого 2016 року зник із заявки «Зорі».
28 лютого 2016 року стало відомо, що влітку Петряк стане гравцем донецького «Шахтаря». Через декілька місяців після цього провів невдалий матч. Спочатку не віддав пас Пилипові Будківському на пусті ворота, а вирішив ударити сам, однак влучив у поперечину. Через декілька хвилин у зіткненні з Артемом Федецьким зазнав серйозної травми. У підсумку футболіст залишився в луганському клубі на правах оренди.

### «Шахтар»
Дебютував за «Шахтар» у товариському матчі з KIFA Pro Team. Після передсезонних зборів вирушив в оренду до «Зорі», де провів увесь сезон. Лише влітку 2017 року повноцінно приєднався до «Шахтаря».

## Збірна
2012 року провів шість матчів за юнацьку збірну країни віком до 18 років, у яких забив один гол.
24 березня 2016 року дебютував у складі збірної України в товариському матчі зі збірною Кіпру.
6 жовтня 2016 року вперше зіграв за національну збірну в офіційному матчі, замінивши Євгена Коноплянку у відбірному матчі до Чемпіонату світу зі збірною Туреччини.
| 01. | 24.03.2016 | «Чорноморець», Одеса | Україна — Кіпр      | 1-0 | Товариський матч         | 46' |  |  |  |
| 02. | 06.10.2016 | Торку Арена, Конья   | Туреччина — Україна | 2-2 | Відбірковий матч ЧС-2018 | 81' |  |  |  |

## Технічні дані
Може зіграти на будь-якому з флангів півзахисту, але більше тяжіє до лівого. Має непогану швидкість, оснащений технічно, виконує стандарти.

## Титули і досягнення
- Чемпіон України (2):

«Шахтар»: 2017–18, 2022-23
- Чемпіон Угорщини (1):

«Ференцварош»: 2018–19
- Володар Кубка України (1):

«Шахтар»:  2017–18
- Володар Суперкубка України (1):

«Шахтар»:  2017